# Beautiful (canción de Snoop Dogg)
«Beautiful» es una canción interpretada por Snoop Dogg, Charlie Wilson y Pharrell Williams. La canción fue escrita por Snoop Dogg y The Neptunes para el álbum Paid tha Cost to Be da Boss. La canción alcanzó la posición 6 en el Billboard Hot 100 de los Estados Unidos y también fue exitoso en otros países. La canción ganó el Premio Grammy al mejor productor.

## Video musical
El video musical de la canción fue dirigido por Chris Robinson y producido por Renata Chuquer. El video alcanzó el puesto 60 en el LAUNCH Music Videos Top 100.
La primera parte del video fue filmada en la Escalera de Selarón en Río de Janeiro. La segunda porción fue realizada en el Parque Lage en los terrenos de una mansión de los años 1920 entre el Lagoa y el Jardim Botânico. Snoop Dogg usa una camisa de Lance Alworth con el número 19 y la modelo brasileña Michelle Martins interpreta la novia de Snoop Dogg. Snoop está rodeado de un grupo de percusionistas quienes interpretan un interludio que no aparece en ninguna de las otras versiones de la canción. La última parte del video fue filmada en Copacabana, en donde Snoop es rodeado por una multitud de personas. Posteriormente se le puede ver junto a sus amigos en un carro viendo a las mujeres locales pasar.

## Listas de popularidad
| Lista (2003)                    | Posición más alta |
| ------------------------------- | ----------------- |
| Australian Singles Chart        | 4                 |
| Billboard Hot 100               | 6                 |
| Billboard Hot R&B/Hip-Hop Songs | 3                 |
| Billboard Hot Rap Tracks        | 3                 |
| Irish Singles Chart             | 41                |
| Listas musicales de Alemania    | 27                |
| Listas musicales de Francia     | 39                |
| Listas musicales de Italia      | 18                |
| Dutch Top 40 (Países Bajos)     | 12                |
| New Zealand Singles Chart       | 4                 |
| Swiss Record Charts             | 19                |
| Tracklisten (Dinamarca)         | 14                |
| UK Singles Chart                | 23                |
| Ö3 Austria Top 40               | 64                |

### Certificaciones
| País          | Organismo certificador | Certificación    | Ref.  |
| ------------- | ---------------------- | ---------------- | ----- |
| Australia     | ARIA                   | Disco de Oro     | [ 3 ] |
| Nueva Zelanda | RIANZ                  | Disco de Platino | [ 4 ] |